# Wilhelminamonument (Geleen)

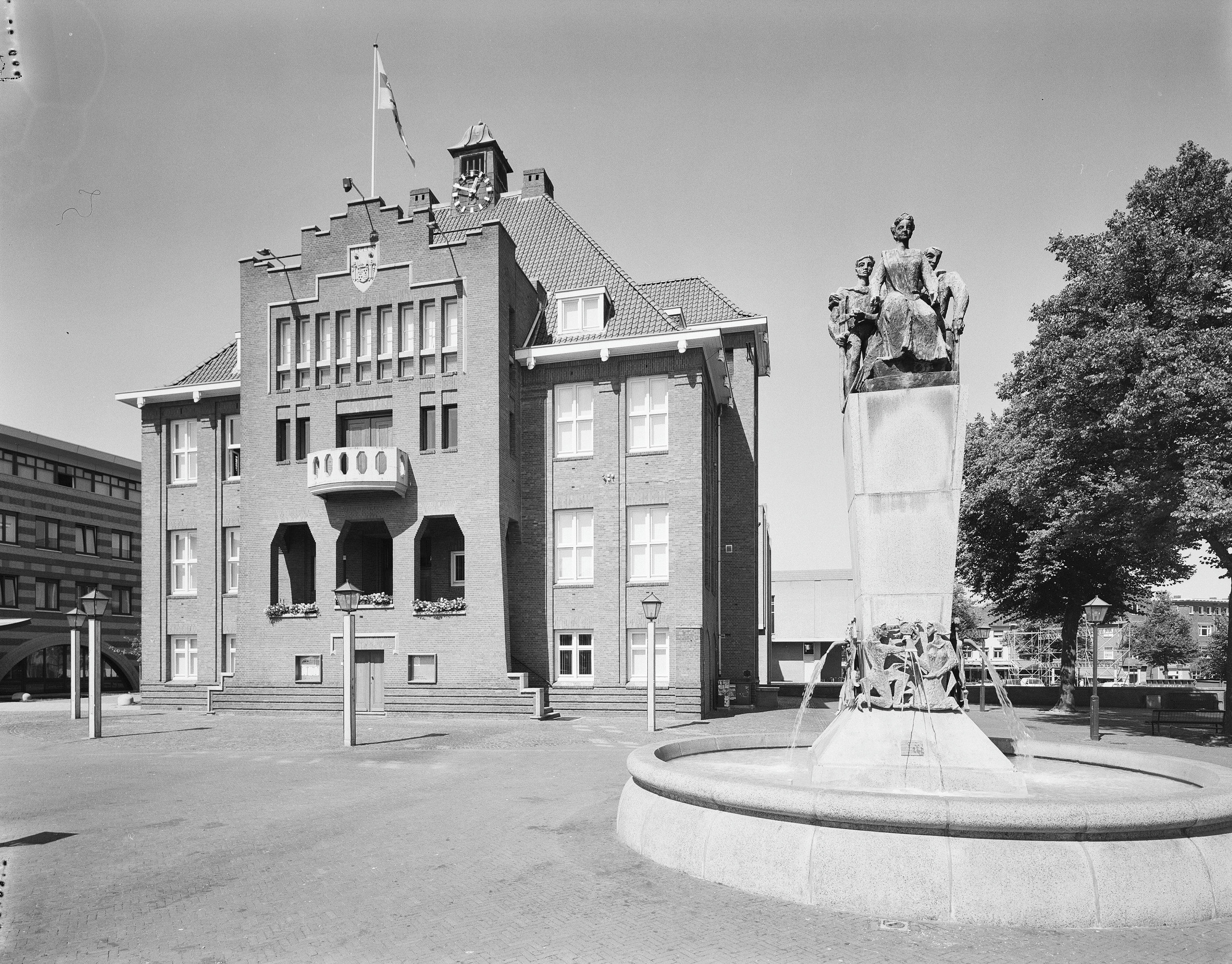
Op de voorgrond van het raadhuis het Wilhelminamonument.

Het Wilhelminamonument is een aan koningin Wilhelmina gewijd monument op de Markt in Geleen. Het monument werd in 1958 onthuld door haar dochter koningin Juliana.
Het monument is vervaardigd door de Limburgse beeldhouwer Peter Roovers. Het werd oorspronkelijk geplaatst op de Nieuwe Markt met het gezicht gericht op het stadhuis op de Oude Markt. In 1972 werd het verplaatst naar de andere zijde van de Nieuwe Markt en in 1992 werd het nogmaals verplaatst, nu naar de huidige plek voor het voormalige stadhuis. 
In 1958 was dit beeld het eerste Wilhelminamonument in Nederland.
De plannen voor het beeld ontstonden rond de viering van het vierde eeuwfeest van de Heerlijkheid Geleen. Het feestcomité dat belast was met de organisatie van de feestelijkheden, leek het passend om bij de gelegenheid van dit grote jubileum een beeld aan te bieden aan de stad. Weliswaar had het Oranjehuis niets met de Heerlijkheid Geleen uit te staan gehad, maar het comité wilde op deze wijze herdenken dat Geleen onder de regering van Wilhelmina was uitgegroeid van overwegend agrarische gemeente tot het industriële en culturele centrum van de Westelijke Mijnstreek. De kennelijke Oranjegezindheid van Geleens burgemeester mr. dr. J.P.D. van Banning zal ook een rol hebben gespeeld bij de keuze van het onderwerp.
Toen men in 1957 het vierhonderdjarig bestaan vierde, was het beeld evenwel nog niet klaar. Niet lang na de viering evenwel maakte de hoofdarchivaris van het Rijksarchief in Maastricht bekend dat de stichting van de Heerlijkheid Geleen niet in 1557 maar in 1558 moest worden gedateerd. Aldus van de nood een deugd makend, besloot men het jubileum in 1958 opnieuw te vieren. Nu kon het Monument op 16 juni 1958 worden onthuld door koningin Juliana. Het monument - gemaakt uit brons - toont de vorstin op een 5 meter hoge sokkel, gezeten op een troon en geflankeerd door een landbouwer met zeis en een mijnwerker met lamp. De troon is hoger geplaatst dan de twee mansfiguren. Dit geheel werd geplaatst in een bassin met fontein.